# トイレタリー
トイレタリー（英: toiletry）は、身体の洗浄や身嗜み、嗜好などを目的とした商品の総称。パーソナルケア（英: personal care）用品とも呼ばれ、基本的に身嗜みのため、身体を手入れするためのものである。

## トイレタリーの定義
トイレタリーとは日用品の一ジャンルであり、広い意味では化学薬品、細分化すると化粧品や洗剤、医薬品（医薬部外品）などに含まれる。だが、いずれに分類してもイメージなどに問題が生じることから、便宜上の分類カテゴリと見做してよい。なお、日本語では適切な表現が見あたらないため、日常生活や業界でもトイレタリーという用語を用いることが多い。英語でtoiletryとは化粧品のことであるため、和製英語となっている部分もある。
業界でもトイレタリーの定義は曖昧で、文献によっては住居用や台所用、衣類用といった洗剤を含める場合もある。しかし、トイレタリーとは本来、身嗜みのための商品であるので、ここでは洗剤は含めない（洗剤の項を参照）。一般に洗剤・トイレタリー業界と一括りで呼ばれることがあるのは、トイレタリーを製造している業界は、洗剤を製造している企業の分野拡大が目立つためである。
トイレタリーというとトイレのイメージが先行してしまうため、小売業界ではビューティーケアという言い方が一般的である。

## トイレタリーに含まれる商品群
一般にトイレタリー用品には
- ボディケア（石鹸・ボディソープ・ハンドソープなど）
- スキンケア（リップクリーム・ハンドクリーム・日焼け止め・制汗剤など）
- シェービング（剃刀・むだ毛処理剃刀・シェービングフォームなど）
- ヘアケア（シャンプー・コンディショナー・ヘアスプレー・育毛剤など）
- ヘアカラー
- フェイスケア（洗顔フォーム・メイク落とし・あぶらとり紙など）
- 入浴剤

などが含まれ、基本的に身嗜みのため、身体を手入れするためのものである。ハンドクリーム、リップクリーム、日焼け止めなどは医薬品や医薬部外品として含む場合もある。女性化粧品も広義ではトイレタリーに含むが、一つのジャンルとして独立している場合が多い。だが、男性化粧品はトイレタリーに含めることが多く、その際は独自のカテゴリを設ける場合もある。
また女性用の生理用品も広告戦略や販売方法など商品の性質が類似していることからトイレタリーに含めることもある。消臭剤・芳香剤も嗜好目的の商品であり、イメージと実用性が重視されるため、トイレタリーに数えられることが多く、これらは文献によって区々である。
一方、イメージより用途、目的が重視され日用性が高いオーラルケア用品はトイレタリーより、日用品のカテゴリーで括られる。

## トイレタリーのイメージ戦略
トイレタリー用品の購買層は押し並べて女性であり、取り分け若い10代から30代を対象としている。よってイメージ戦略は極めて重要であり、テレビCMにおける広告活動は化粧品や生理用品と並んで盛んに行われ、取り分けテレビドラマや生活バラエティ番組、情報番組などのスポンサーとなることが多いが、ドラマやバラエティ番組の内容によっては提供クレジットを自粛するケースもある。また、出演者も人気のあるアイドルや俳優が抜擢されることが多い。
商品のデザインもイメージを象徴している。色柄はペールピンクやリーフグリーン、ライムイエローなど淡色が目立ち、女性に対し、購買意欲をそそる意匠となっている。取り分け、シャンプーなどは顕著に見られる。だが、男性もシャンプーの利用率は女性と同じぐらい高いことを考えると、この極端なイメージ戦略を問題視する声もある。事実、男性にとって一部商品は買いにくいという声も出ている。そのため、両方を対象にした中性的なデザインを施した商品も登場しているが、圧倒的にその数は少ない。
一方、ハンドソープ、ハンドクリームなど実用性を目的としたものは、デザインの偏向も少ない。その一方で、明らかに購買層が限定される商品に関しては、その年齢層、性別の好みに合ったデザインが施される（リップクリーム、奥様化粧品、剃刀など）。

## トイレタリーの必要性
トイレタリー用品は必ずしも生活必需品ではない。あくまで身体をケア（手入れ）するための商品であり、嗜好性が強い。依って必要性の有無は人それぞれである。ハンドソープやボディソープ、洗顔フォームなどは石鹸に嗜好性を持たせたものであるので、全く使用しない者もいるだろう。ハンドクリームやリップクリームなどは個人の体質によって必要性を問われる代物である。
また、環境上、健康上の観点から全く不要だと唱える者もいる（後述）。しかし、トイレタリー用品は前述したとおり、生活にアクセントを加えるための嗜好品でもある。たとえば、トイレタリー用品には大抵、芳香成分が入っている。これは実際、マスキング作用もあるだろうが、使用時に香りを楽しむのが目的であり、消費者に選択の楽しみを与える要素が大きい。

## トイレタリー業界と現状
トイレタリー・洗剤業界は様々な日用品業界の中でもとりわけ競争が過熱しているといわれている。要因は前述したとおり、化粧品業界と同様、CMなどによる広告戦略で売上を左右することが多いためである。それに加えて実用性が重要視されるため、各企業が鎬を削って新商品の開発を盛んに行っている。そのため、トイレタリー市場では淘汰が激しく、サイクルが短い商品が多い。特に近年はその傾向は顕著で、大手企業は膨大化したブランドの集約、淘汰を行い、売れ筋の主力ブランドを絞るなど、能率的なマーケティング戦略が求められている。また、新製品の開発も盛んであるが、その商品に将来性が見込めない場合、あっさりと撤収してしまう場合も多い。
また、開発が盛んな背景には流通業界の価格破壊がある。主な販路はスーパーマーケット、ドラッグストア、ホームセンターなどであるが、これらには安売りの商材として扱われているため、一個体当たりの収益性が低くなってしまう。とりわけ、ドラッグストアが市場を席捲してから、この傾向は顕著になっている。よって、企業は大量投入と大量消費を行って、薄利多売を重ねることが可能な定番ブランド品を育て上げるか、少しでも収益性の高い新商品を開発、投入し続けることが戦略上不可欠となるわけである。また、競争力に劣る小規模メーカーや後発メーカーは天然素材など付加価値を付け、ニッチな市場を獲得するか、大手メーカー品のゾロ目商品で薄利多売を重ねることが強いられる。以前は大手メーカーの有名商品（ナショナルブランド）をそのまま模倣したような商品が多かったが、近年はノンブランドであっても、デザインを独自性のあるものに変えていく傾向も見られる。

### トイレタリー業界の主な企業
基本は化学薬品、化粧品であるため、それに関連した企業が多い。
- 花王（ニベア花王を含む。総合トップ）
- ライオン（総合大手）
- P&G（外資系総合最大手）
- ユニリーバ（外資系総合大手。トイレタリーに強み）
- 資生堂
  - エフティ資生堂（資生堂の子会社。トイレタリー専門）
- クラシエホームプロダクツ（旧カネボウのトイレタリー専門）
- カネボウ化粧品
- コーセー
  - コーセーコスメポート（コーセーのトイレタリー専門）
- ジョンソン・エンド・ジョンソン
- ウテナ
- 牛乳石鹸共進社
- DHC
- ファンケル
- サンスター
- マンダム
- 小林製薬（オーラルケアなど）
- バスクリン（ツムラのトイレタリー部門が独立。入浴剤など）
- アース製薬（オーラルケア・入浴剤など）
- ロート製薬（ハンドクリーム・リップクリーム・入浴剤など）
- 近江兄弟社（ハンドクリーム・リップクリーム・日焼け止めなど）
- ホーユー（ヘアカラー）
- ダリヤ（ヘアカラー）
- シュワルツコフヘンケル（ヘアカラー）

など
※ハンドクリームは医療目的のものが多く、トイレタリーとも薬とも取れるカテゴリーである。